# Partie polityczne w Polsce Ludowej
W 1946 partie lewicowe (PPR, PPS, SD i SL) utworzyły tzw. Blok Demokratyczny, mający na celu przeprowadzenie referendum i eliminację PSL. W związku ze sfałszowaniem wyborów w 1947 znaczenie opozycji w Sejmie zostało mocno osłabione. Zawiązał się system partii hegemonicznej z PPR na czele. 15 grudnia 1948 ze zjednoczenia PPS i PPR powstała PZPR. Od 27 listopada do 29 listopada 1949 nastąpiło zjednoczenie ruchu ludowego i powstanie ZSL.
Ostatecznie w PRL ukształtował się system z PZPR jako partią kierowniczą i stronnictwami sojuszniczymi ZSL i SD.

## Polska Zjednoczona Partia Robotnicza
Polska Zjednoczona Partia Robotnicza (PZPR) powstała 15 grudnia 1948 roku na Kongresie Zjednoczeniowym PPR i PPS.
Najniższym ogniwem w strukturze partii była Podstawowa Organizacja Partyjna (POP), a najwyższą władzą Zjazd, który zwoływany był przez Komitet Centralny co 5 lat – w okresie pomiędzy zjazdami najwyższą władzą był KC z I sekretarzem na czele.
I sekretarze KC:
- Bolesław Bierut 22.12.1948 – 12.03.1956
- Edward Ochab 20.03.1956 – 21.10.1956
- Władysław Gomułka 21.10.1956 – 20.12.1970
- Edward Gierek 20.12.1970 – 06.09.1980
- Stanisław Kania 06.09.1980 – 18.10.1981
- Wojciech Jaruzelski 18.10.1981 – 29.07.1989
- Mieczysław F. Rakowski 29.07.1989 – 29.01.1990

PZPR określała się mianem partii marksistowsko–leninowskiej, kontynuującej rewolucyjne tradycje I Proletariatu, SDKPiL, PPS – Lewicy, KPP, PPS i PPR.
Spadające poparcie było wynikiem autokratycznych metod sprawowania władzy i stłumienia działalności NSZZ „Solidarność” w czasie stanu wojennego. Wybory parlamentarne w czerwcu 1989 roku przyniosły klęskę PZPR w rywalizacji z kandydatami KO „Solidarność”. W momencie rezygnacji W. Jaruzelskiego z funkcji I sekretarza PZPR (zasiadł na stanowisku prezydenta PRL), wielu członków kierownictwa partii odeszło ze sprawowanych stanowisk, a wśród członków partii pogłębiał się kryzys związany z klęską w wyborach. Znikomy skutek przyniosły próby zreformowania partii przez działający w latach 80. tzw. Ruch 8 Lipca.
Pod koniec stycznia 1990 roku odbył się XI Zjazd PZPR, który był ostatnim kongresem partii, 30 stycznia 1990 roku PZPR została rozwiązana, a w jej miejsce utworzono trzy partie:
- Związek Komunistów Polskich „Proletariat”, do którego weszli komunistyczni działacze,
- Socjaldemokrację Rzeczypospolitej Polskiej, do której weszli działacze skrzydła reformatorskiego PZPR,
- Polską Unię Socjaldemokratyczną, do której weszli politycy lewicowi odcinający się od tradycji PZPR.

## Zjednoczone Stronnictwo Ludowe
Zjednoczone Stronnictwo Ludowe (ZSL) istniało w latach 1949–1989. Weszło do niego 90% kół i 75% członków SL (250 tys.) oraz 63% kół i 58% członków PSL (25 tys.). Na Kongresie ZSL uchwalono Deklarację Ideowo–Programową, w której funkcja polityczna chłopów ograniczona została do roli czynnika, który popiera klasę robotniczą, a samo ZSL uznano za ugrupowanie wspierające PZPR. W latach 70. następuje przyspieszenie unifikacji programowej ZSL z PZPR, po decyzji kierownictwa chłopskiego stronnictwa o przyjęciu programów wytyczonych przez PZPR za programy ZSL. W obradach „Okrągłego Stołu” Stronnictwo wzięło udział jako uczestnik dotychczasowej koalicji. 17 sierpnia 1989 roku ZSL wraz z Obywatelskim Klubem Parlamentarnym i Stronnictwem Demokratycznym utworzyło koalicję rządową powołując rząd Tadeusza Mazowieckiego. W dniach 27–29 listopada 1989 roku odbył się Kongres Stronnictwa, w trakcie którego podjęto decyzję o rozwiązaniu ZSL i powołaniu Polskiego Stronnictwa Ludowego – Odrodzenie.

## Stronnictwo Demokratyczne
Stronnictwo Demokratyczne (SD) powstało w 1939 roku z połączenia Klubów Demokratycznych jako reprezentacja środowiska inteligenckiego. W 1945 roku weszło w skład tzw. bloku Stronnictw Ludowych obok PPR, PPS, SL i SP. Od 1947 roku SD działało jako tzw. „partia sojusznicza”, gdyż uznawała i akceptowała hegemoniczną pozycję PZPR, równocześnie partia była „łącznikiem” ze środowiskami inteligencji i rzemieślników. W 1950 roku do SD dołączyła część rozwiązanego Stronnictwa Pracy. W latach 80. SD proponowało wprowadzenie m.in. Trybunału Stanu, Trybunału Konstytucyjnego, jak również przywrócenie instytucji prezydenta. W wyborach parlamentarnych w czerwcu 1989 roku SD zdobyło 27 mandatów poselskich, a w wyborach parlamentarnych z 19 września 1993 tylko jeden.